# Трухино (Нижегородская область)
Трухино — деревня в составе Чемашихинского сельсовета Краснобаковского района Нижегородской области.
По данным на 1999 год, численность населения составляла 10 чел.